# Hirax
Hirax ist eine Thrash-Metal-Band aus Cypress, Kalifornien. Die Band wurde 1982 unter der Leitung von Sänger Katon W. de Pena gegründet und spielte in ihren Anfangstagen mit anderen neuen Bands in ihrer Region wie Metallica, Exodus und Slayer. Hirax war ein klares Beispiel des neuen Speed-/Thrash-Metal-/Crossover-Genres. De Pena ist mittlerweile das einzige verbliebene Mitglied der Originalbesetzung.

## Geschichte
Nachdem sie einige Demos veröffentlicht hatte, unterzeichnete die Band einen Vertrag bei Metal Blade und brachte 1985 ihr erstes Album Raging Violence heraus. Zu diesem Zeitpunkt bestand die Band aus Katon W. de Pena als Sänger, Scott Owen an der Gitarre, Gary Monardo am Bass und John Tabares am Schlagzeug. 1986 verließ John Tabares die Band und Eric Brecht (der Bruder von D.R.I.-Sänger Kurt Brecht) kam dazu. Nach diesem Wechsel veröffentlichte die Band unter dem Druck des Labels ihr zweites Album Hate, Fear and Power, wobei sie für 8 Titel nur 16 Minuten Zeit hatten. 1987 beendete die Band den Vertrag mit dem Label und brachte selbstständig das Demo Blasted in Bangkok heraus. Aufgrund von Spannungen in der Band verließ Katon Hirax und gründete mit Gene Hoglan (ehemaliger Dark-Angel-Schlagzeuger) und Ron McGovney (ehemaliger Metallica-Bassist) die Band Phantasm. Sie brachten 1988 ein Demo mit sechs Titeln heraus. Nach einer kurzen Tour mit Nuclear Assault lösten sie sich wieder auf. 1989 nahm Hirax den früheren Exodus-Frontmann Paul Baloff als Sänger auf, aber die Band hielt nicht mehr lange zusammen.
De Pena blieb in der Szene aktiv, wo er unter anderem in Plattenläden arbeitete. 1998 erhielt er Fanpost von Thrash-Metal-Fans, woraufhin er Hirax im Jahr 2000 wiederbelebte. Er brachte die Originalbesetzung mit Scott Owen, Gary Monardo und John Tabares wieder zusammen, und noch im selben Jahr brachten sie die EP El Diablo Negro heraus. Diese Besetzung wechselte bis auf Katon jedoch komplett, sodass auf dem Album Barrage of Noise von 2001 James Joseph Hubler, Justin Lent und Nick Sellinger an den Instrumenten zu hören sind. Auch in dieser Besetzung spielte Hirax nur kurze Zeit. Katon fand wieder völlig neues Personal und veröffentlichte 2004 das Album New Age of Terror mit den Gitarristen Dave Watson und Glenn Rogers, Bassist Angelo Espino und Drummer Jorge Iacobellis. Wegen unüberwindbarer Meinungsverschiedenheiten brach diese Besetzung wie die anderen auch wieder auseinander. Im Frühling 2009 kam das vierte Studioalbum El Rostro de la Muerte (span. "Das Gesicht des Todes") heraus.
Hirax sind in den USA live oftmals zu sehen. 2018 ging die Band nach längerer Pause wieder auf Europatournee. Am 1. August 2024 trat die Band auf dem Wacken Open Air auf.

## Diskografie

### Alben
- Raging Violence – 1985 (LP)
- Hate, Fear and Power – 1986 (LP)
- New Age of Terror – 2004 (LP, Mausoleum Records)
- El rostro de la muerte – 2009 (LP)
- Immortal Legacy – 2014 (LP)

### Demos
- Hirax Demo – 1984 (Demo)
- Rehearsal 1 – 1985 (Demo)
- Rehearsal 2 – 1985 (Demo)
- Blasted in Bangkok – 1987 (Demo)

### Singles und EPs
- Blasted in Bangkok – 1987 (Single)
- Dying World (Shock) – 1997 (Single)
- Hirax/Spazz split 7"-1997 (Split-EP)
- El Diablo Negro – 2000 (EP)
- Barrage of Noise – 2001 (EP)
- Louder Than Hell – 2005 (Split-EP)
- Assassins of War – 2007 (EP)
- Chaos and Brutality – 2007 (EP)
- Hirax/F.K.Ü. – 2008 (Split-EP)

### DVDs
- Thrash 'Til Death – 2006 (DVD)
- Thrash and Destroy – 2008 (Live-DVD)